# Євангелія від Ісуса Христа
 Євангелія від Ісуса  (порт. O Evangelho Segundo Jesus Cristo) — книга португальського письменника Жозе Сарамаго, роман написаний у 1991 році.

## Загальні відомості
Роман «Євангелія від Ісуса» став світовою сенсацією, перекладений на всі європейські мови. Ісуса показано як людину, з усіма властивими людям бідами й сумнівами, бажаннями й помилками, тому як наслідок, церква охрестила його «пасквілем на Новий Завіт». Книга зображує Ісуса як простого смертного чоловіка, який мав любовні стосунки з Марією Магдалиною, яка була повією. Католики висловили протест щодо перелюбів із Сином Божим, описаних у романі.
У 1991 році твір спричинив навколо себе багато літературних дискусій та полемічних відгуків, заступником міністра культури Португалії (Соуза Лара) роман вилучено з літературного конкурсу ЄС. Книга викликала гнівну реакцію португальської критики та католицької церкви, а автору було заборонено «Євангелія від Ісуса» висувати на здобуття літературних нагород.
Португальська влада піддала цензурі роман, на знак протесту Сарамаґо оселився у Лансароте, що на Канарах.
Став визнаним у світі як найкращий представник сучасної португальської літератури, здобув численні літературні премії в Португалії та Європі[джерело?].
У 1998 році шведським комітетом роман нагороджено Нобелівською премією з літератури, що остаточно привернуло до нього увагу світової громадськості. Жозе Сарамаго зумів дати власне — оригінальне трактування епізодів Нового Завіту.
Літературна спадщина автора нараховує 46 назв — це романи, есе, вірші, п'єси. Загалом, світовий наклад його творів становить 2 мільйони примірників. Сарамаго став першим визнаним літературним творцем у посттоталітарній Португалії після падіння диктатури.
«Євангелія від Ісуса» є узагальненням досвіду як автора соціально-історичної прози і реаліста, визнається більшістю критиків піком його художнього таланту.

## Сюжет
Твір являє собою альтернативний виклад євангельських подій. Сприймається роман як єдиний потік нічим не перерваної свідомості. Можливо, саме через це автор жодного разу не оформлює пунктуаційно пряму мову та діалоги.
Головний сюжет роману зав'язується навколо біблійної оповіді про вбивство безвинних немовлят у Вифлеємі.
Зміст твору — зображення життя та діяння Ісуса Христа з моменту зачаття до смерті на фоні картин з історії людства та релігії. Автор переплітаєтає в романі епізоди з оповідей Старого Заповіту: розповідь про Адама та Єву, перепис народонаселення Юдеї за наказом царя Давида й наступне покарання Господнє за скоєне, про Авраама й сина його Ісаака, Каїна й Авеля, про повстання під керівництвом Юди Гавлоніта.
Ісус Христос у романі несе на собі гріх свого батька Йосипа, який не зміг урятувати немовлят у Вифліємі від іродових катів. Навіть страшний сон від батька передався Ісусу як спадщина гріхів, яка лягла на плечі героя. Душевні муки Ісуса посилюються з кожною новою бесідою з Богом і досягають свого апогею в сумнівах і пошуку віри в єдиного Бога. У суперечці Бога й Диявола Ісус виступає лише безневинною жертвою, про це свідчать епізоди перебування юного Ісуса в навчанні у Пастиря і подальшої зустрічі з ним. На закиди Ісуса, що Бог є єдиним й нероздільним цілим й існує вічно, Пастир відповідає: «… я не хотів би опинитися в шкурі того, хто однією рукою направляє руку вбивці з ножем, а іншою — підставляє йому глотку жертви».
Уперше у літературі спостерігається нова інтерпретація образу Бога особистості, як такої, що прагне заволодіти світом і розумом людей.
«Ти станеш ложкою, яку я опущу в котел людства та якою зачерпну людей, що увірували в нового Бога, яким стану я».